# Fastweb + Vodafone

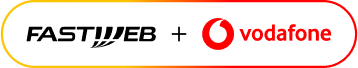
Logo corporate di Fastweb + Vodafone

Fastweb + Vodafone è il corporate brand a cui fa riferimento la struttura di governance comune delle società di telecomunicazioni italiane Fastweb e Vodafone Italia, entrambe appartenenti al gruppo elvetico Swisscom SA.
La creazione di un unico comitato esecutivo per le due aziende è stata deliberata in seguito all'acquisizione, il 31 dicembre 2024, di Vodafone Italia da parte di Fastweb ed in vista della fusione delle due società.

## Storia
Il 15 marzo 2024 Swisscom sottoscrive una proposta d'acquisto vincolante per acquisire il 100% di Vodafone Italia per 8 miliardi di euro, così da unirla con Fastweb. Come parte dell'accordo, Vodafone continuerà a fornire a Fastweb alcuni servizi, nonché la concessione d'uso del marchio per un periodo massimo di cinque anni.. A settembre 2024 l'Antitrust pubblica il provvedimento di avvio istruttoria e un'indagine. Swisscom ha reso noto che la Commissione UE ha dato il via libera all’acquisizione di Vodafone Italia, ai sensi del Regolamento relativo alle sovvenzioni estere (Foreign Subsidies Regulation). La transazione è stata approvata da AGCOM e AGCM, rispettivamente a novembre e a dicembre 2024.
Il 31 dicembre 2024 Swisscom, attraverso Fastweb, completa l'acquisizione di Vodafone Italia, dando vita a Fastweb + Vodafone.